# Benjamin Pierce

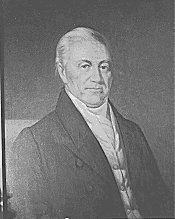
Benjamin Pierce

Benjamin Pierce (* 25. Dezember 1757 in Chelmsford, Middlesex County, Province of Massachusetts Bay; † 1. April 1839 im Hillsborough County, New Hampshire) war ein US-amerikanischer Politiker und zwischen 1827 und 1830 zweimal Gouverneur des Bundesstaates New Hampshire.

## Frühe Jahre
Benjamin Pierce besuchte die örtlichen Schulen seiner Heimat. Nach dem frühen Tod seines Vaters wuchs er auf der Farm seines Onkels auf. Beim Ausbruch des Unabhängigkeitskriegs trat er in die amerikanische Armee ein und blieb während des ganzen Krieges Soldat, wobei er zeitweise unter dem Kommando von George Washington stand. Pierce nahm an einigen Schlachten teil. Nach seiner Rückkehr nach New Hampshire wurde er aufgrund seiner militärischen Erfahrungen mit dem Aufbau der Miliz der Stadt Hillsborough beauftragt. Pierce war auch Mitglied der Miliz von New Hampshire, in deren Reihen er es bis 1805 zum Brigadegeneral brachte. Im Jahr 1785 erwarb er im Südwesten von New Hampshire eine Farm, die er im Lauf der Jahre immer mehr ausbaute.

## Politischer Aufstieg
Zwischen 1789 und 1802 war Pierce Abgeordneter im Repräsentantenhaus von New Hampshire. Im Jahr 1791 war er außerdem Delegierter auf einer Versammlung zur Überarbeitung der Staatsverfassung. Von 1803 bis 1809 und nochmals im Jahr 1814 war er Mitglied im Beraterstab des Gouverneurs (Governors Executive Council). Von 1809 bis 1812 und zwischen 1818 und 1827 war er Sheriff im Hillsborough County. Benjamin Pierce war Mitglied der Demokratisch-Republikanischen Partei, als deren Kandidat er im Jahr 1827 zum neuen Gouverneur seines Staates gewählt wurde.

## Gouverneur von New Hampshire
Pierce trat sein neues Amt am 7. Juni 1827 an. Der Versuch einer direkten Wiederwahl scheiterte im Jahr 1828, so dass er am 5. Juni 1828 sein Amt an John Bell abgeben musste. Nach einer erfolgreichen Kandidatur ein Jahr später konnte er zwischen 1829 und 1830 nochmals eine einjährige Amtszeit als Gouverneur absolvieren. In seiner Regierungszeit erlebte der Bergbau in New Hampshire einen Aufschwung. Damals wurde auch die Hopkinton Academy gegründet. Benjamin Pierce war ein enger Freund von Präsident Andrew Jackson.

## Weiterer Lebenslauf
Nach dem Ende seiner zweiten Amtszeit am 3. Juni 1830 zog sich Pierce aus der Politik zurück. Er widmete sich seinen privaten Angelegenheiten und starb im Jahr 1839. Er war zweimal verheiratet und hatte insgesamt neun Kinder, darunter den Sohn Franklin Pierce, der zwischen 1853 und 1857 Präsident der Vereinigten Staaten werden sollte.